# Tratado de 1856 entre Argentina e Chile

Disputa sobre a Patagônia Oriental, a Terra do Fogo e o Estreito de Magalhães entre Argentina e Chile durante o século XIX, ambos os países manifestaram suas diferenças sobre quais territórios foram herdados sob o princípio do uti possidetis iuris.

O Tratado de Paz, Amizade, Comércio e Navegação entre a República do Chile e a Confederação Argentina foi o primeiro tratado de fronteira entre a Argentina e o Chile, ratificado em 1856.
Estabeleceu que a fronteira entre os dois países deveria ser baseada no princípio do uti possidetis, relativo ao que cada país possuía antes das guerras de independência do Chile e da Argentina, iniciadas em 1810. Também adiava para o futuro a resolução da disputa da Patagônia Oriental, da Terra do Fogo e do Estreito de Magalhães, sendo esta a mesma disputa que originou a assinatura do tratado. Em seu artigo 39, o tratado propôs os mecanismos de negociação diplomática direta e arbitragem para resolver divergências nas terras austrais. O Artigo 40 deste tratado estabeleceu um limite de 12 anos para o efeito de seus artigos sobre comércio e navegação. Posteriormente, este tratado foi invalidado pelo tratado de 1881 entre os dois países, exceto pelo mecanismo de solução de controvérsias, que foi herdado pelo novo tratado.

## Antecedentes

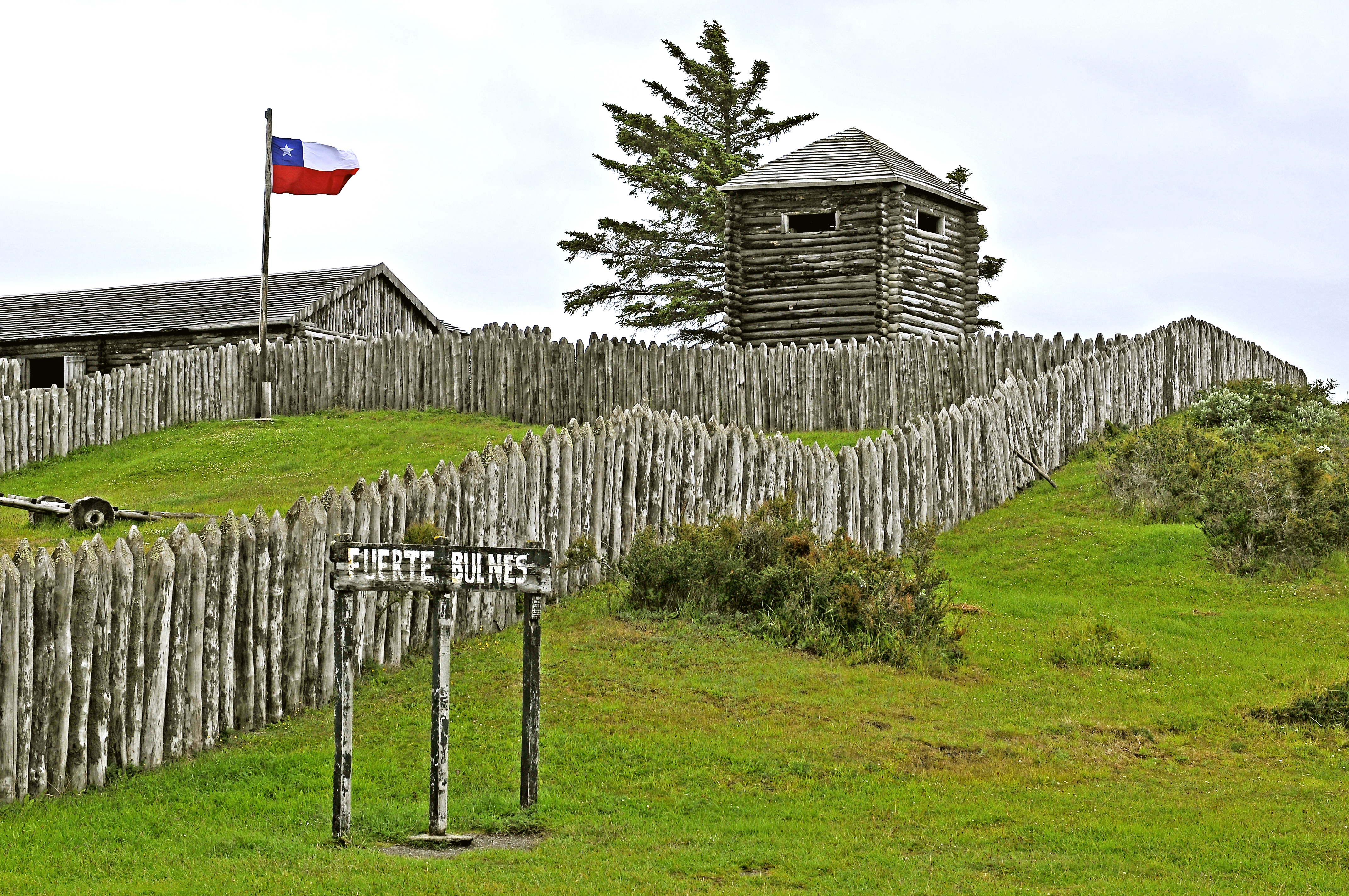
O Chile fundou o Forte Bulnes na costa da Península de Brunswick em 1843 com o objetivo de tomar posse do Estreito de Magalhães e do território circundante, o que gerou protestos diplomáticos da Argentina.

O governo do presidente Manuel Bulnes enviou a escuna Ancud para tomar posse do Estreito de Magalhães em nome do Chile. O intendente do Chiloé, Domingo Espiñeira, organizou e dirigiu as operações, que foram realizadas pelo capitão de fragata John Williams Wilson. Em 21 de setembro de 1843, ele completou a tomada de posse do Estreito de Magalhães no histórico local de Puerto del Hambre, fundando o Forte Bulnes.
Entre 1852 e 1855, os dois países mantiveram um debate histórico-geográfico altamente detalhado, acumulando uma importante coleção de documentos para sustentar suas respectivas reivindicações.
O ministro chileno, Antonio Varas, ao conhecer os estudos históricos publicados por Miguel Luis Amunátegui em 1853, considerou-os uma revelação. Apesar de esses estudos reivindicarem como limite uti possidetis iuris o mesmo do mapa de Juan de la Cruz Cano y Olmedilla de 1775 (excluindo a região de Cuyo, transferida aos domínios de Buenos Aires pelo rei da Espanha em 1776), o governo chileno pretendia exercer soberania até o Rio Negro. Ao conhecer o livro de Amunátegui, o governo argentino encarregou Dalmacio Vélez Sarsfield em 1855 de redigir uma resposta, que foi posteriormente contra-argumentada por Amunátegui. No ano seguinte a essas disputas acadêmicas, relacionadas aos governos de ambos os países, o tratado foi assinado.